# Diadegma kozlovi
Diadegma kozlovi là một loài tò vò trong họ Ichneumonidae.